# ناداب وأبيهو

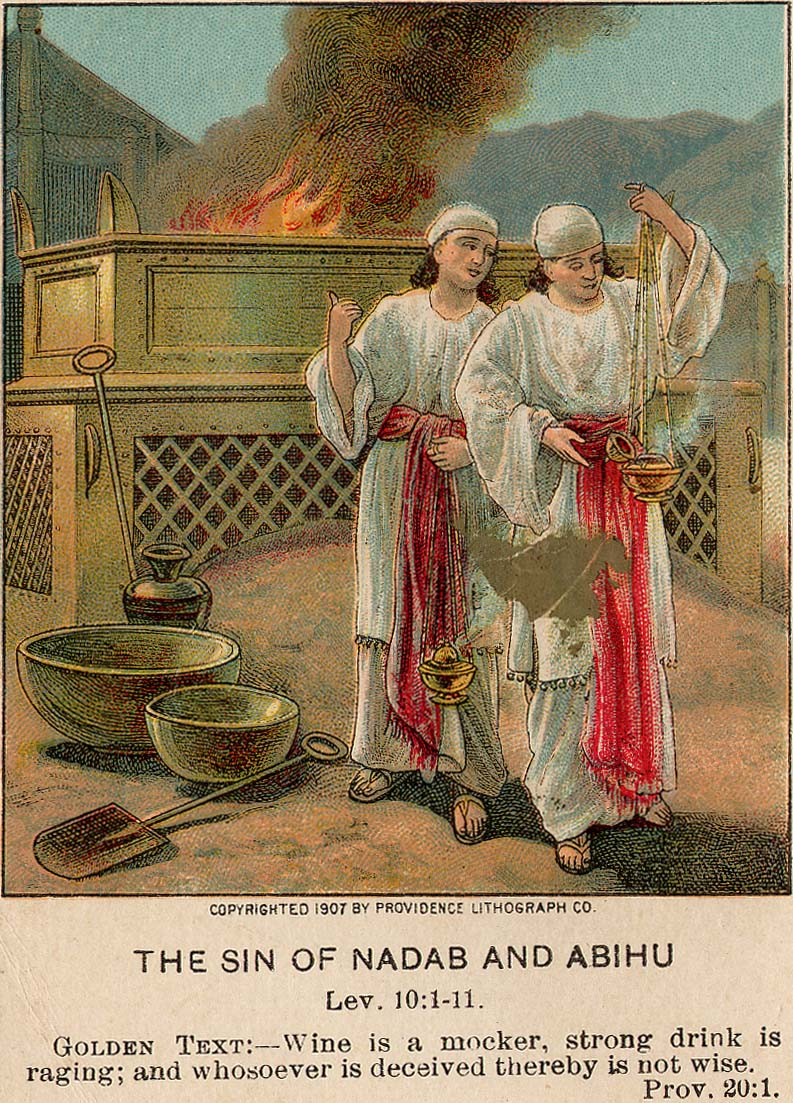
رسم بعنوان "خطيئة ناداب وأبيهو" سنة 1907.

ناداب وأبيهو هما الابنان الأكبران للنبي هارون بحسب سفر الخروج وسفر اللاويين وسفر العدد. وبحسب سفر اللاويين الإصحاح 10، فإنهما قد قدما قربانًا إلى الرب «بنار غريبة ووضعا عليها بخورًا»، فعاقبهما الرب وأرسل عليهما نارًا فأكلتهما. وأن موسى أمر هارون وعائلته بعدم الحداد عليهما.

## خلفية
حسب العهد القديم فإن ناداب وأبيهو أول أبناء هارون من زوجته أليشيفا، وكان لديهما ابنان آخران هما: أليعازر وإيثامار. وبعد رحلة الخروج، رافق ناداب وأبيهو موسى، هارون و70 رجلًا لرؤية الله عند جبل الطور.
وكان هارون وأبنائه الأربعة أول الكهنة الذين تم تعيينهم، وأصبح سبط اللاويين هو المسئول عن الخدمة الكهنوتية لاحقًا، وبعد وفاة ناداب وأبيهو؛ أليعازر وإيثامار مكانهما ككهنة، ولم يكن لناداب ولا أبيهو أي أبناء.

## القصة حسب سفر اللاويين

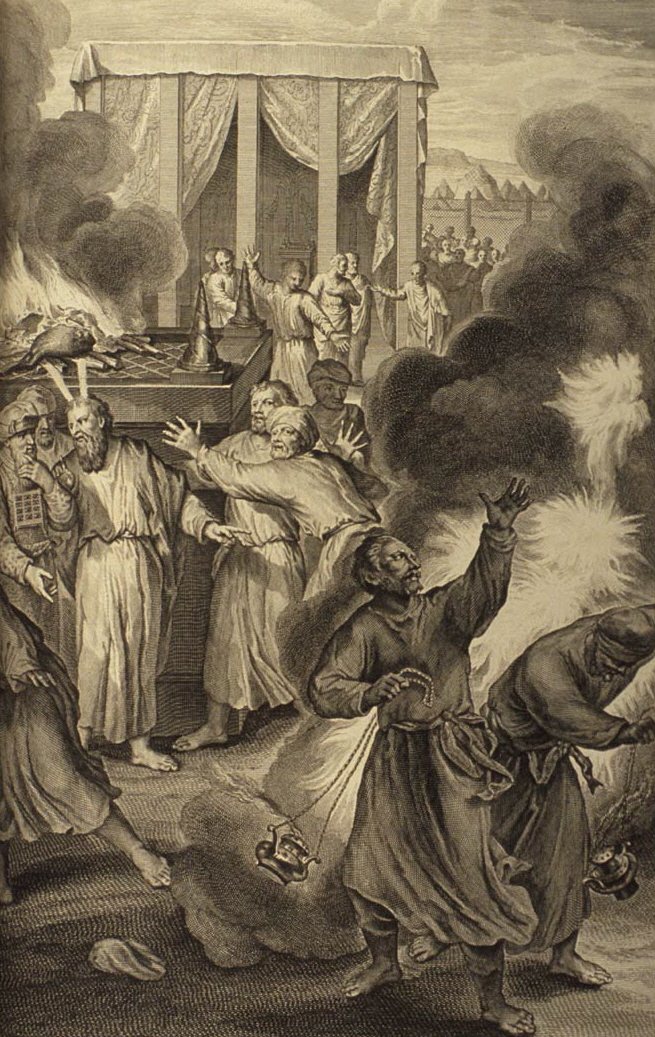
حويت ناداب وأبيهو استهلكتهما نار الرب

حسب سفر اللاويين فإن موسى كرس هارون وبنيه لخدمة الكهنوت فغسلهم بالماء، وقدم عنهم ذبيحة وكبش محرقة وكبش ملء، وأمرهم بملازمة خيمة الاجتماع سبعة أيام، وفي اليوم الثامن دعا موسى هارون وبنيه الأربعة، فبدأ هارون يمارس عمله الكهنوتي، فخرجت نار وأُحرِقَت على المذبح، وتم اعتبار هذه النار بأنها نار مقدَّسة لا تطفأ أبدًا، والكاهن الذي يُقدم البخور مُلزَّم أن يأخذ من هذه النار بحسب الأمر الإلهي. لكن ناداب وأبيهو لم يفعلا ذلك أثناء قيامهما بالطقوس، فحسب الإصحاح 10 أنها أخذا نارًا غريبة وليست النار المُقدسة فأرسل الرب عليهما نارًا فأكلتهما:
| ناداب وأبيهو | وَأَخَذَ ابْنَا هَارُونَ: نَادَابُ وَأَبِيهُو، كُلٌّ مِنْهُمَا مِجْمَرَتَهُ وَجَعَلاَ فِيهِمَا نَارًا وَوَضَعَا عَلَيْهَا بَخُورًا، وَقَرَّبَا أَمَامَ الرَّبِّ نَارًا غَرِيبَةً لَمْ يَأْمُرْهُمَا بِهَا. فَخَرَجَتْ نَارٌ مِنْ عِنْدِ الرَّبِّ وَأَكَلَتْهُمَا، فَمَاتَا أَمَامَ الرَّبِّ. فَقَالَ مُوسَى لِهَارُونَ: «هذَا مَا تَكَلَّمَ بِهِ الرَّبُّ قَائِلًا: فِي الْقَرِيبِينَ مِنِّي أَتَقَدَّسُ، وَأَمَامَ جَمِيعِ الشَّعْبِ أَتَمَجَّدُ». فَصَمَتَ هَارُونُ. فَدَعَا مُوسَى مِيشَائِيلَ وَأَلْصَافَانَ ابْنَيْ عُزِّيئِيلَ عَمِّ هَارُونَ، وَقَالَ لَهُمَا: «تَقَدَّمَا ارْفَعَا أَخَوَيْكُمَا مِنْ قُدَّامِ الْقُدْسِ إِلَى خَارِجِ الْمَحَلَّةِ». فَتَقَدَّمَا وَرَفَعَاهُمَا فِي قَمِيصَيْهِمَا إِلَى خَارِجِ الْمَحَلَّةِ، كَمَا قَالَ مُوسَى. وَقَالَ مُوسَى لِهَارُونَ وَأَلِعَازَارَ وَإِيثَامَارَ ابْنَيْهِ: «لاَ تَكْشِفُوا رُؤُوسَكُمْ وَلاَ تَشُقُّوا ثِيَابَكُمْ لِئَلاَّ تَمُوتُوا، وَيُسْخَطَ عَلَى كُلِّ الْجَمَاعَةِ. وَأَمَّا إِخْوَتُكُمْ كُلُّ بَيْتِ إِسْرَائِيلَ فَيَبْكُونَ عَلَى الْحَرِيقِ الَّذِي أَحْرَقَهُ الرَّبُّ. وَمِنْ بَابِ خَيْمَةِ الاجْتِمَاعِ لاَ تَخْرُجُوا لِئَلاَّ تَمُوتُوا، لأَنَّ دُهْنَ مَسْحَةِ الرَّبِّ عَلَيْكُمْ». فَفَعَلُوا حَسَبَ كَلاَمِ مُوسَى. | ناداب وأبيهو |